# Pseudocistela mauiae
Pseudocistela mauiae är en skalbaggsart som beskrevs av Elwood C. Zimmerman 1940. Pseudocistela mauiae ingår i släktet Pseudocistela och familjen svartbaggar. Inga underarter finns listade i Catalogue of Life.